# Nils Axelsson
Nils Axelsson (Helsingborg, 1906. január 18. – 1989. január 18.) svéd válogatott labdarúgó.
A svéd válogatott tagjaként részt vett az 1934-es világbajnokságon.